# Felixdorf
Felixdorf osztrák mezőváros Alsó-Ausztria Bécsújhelyvidéki járásában. 2020 januárjában 4359 lakosa volt.

## Elhelyezkedése

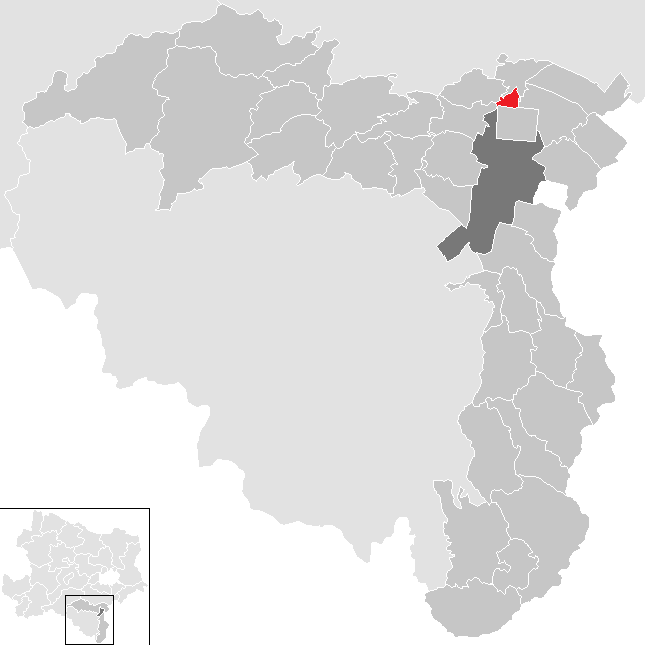
Felixdorf a Bécsújhelyvidéki járásban

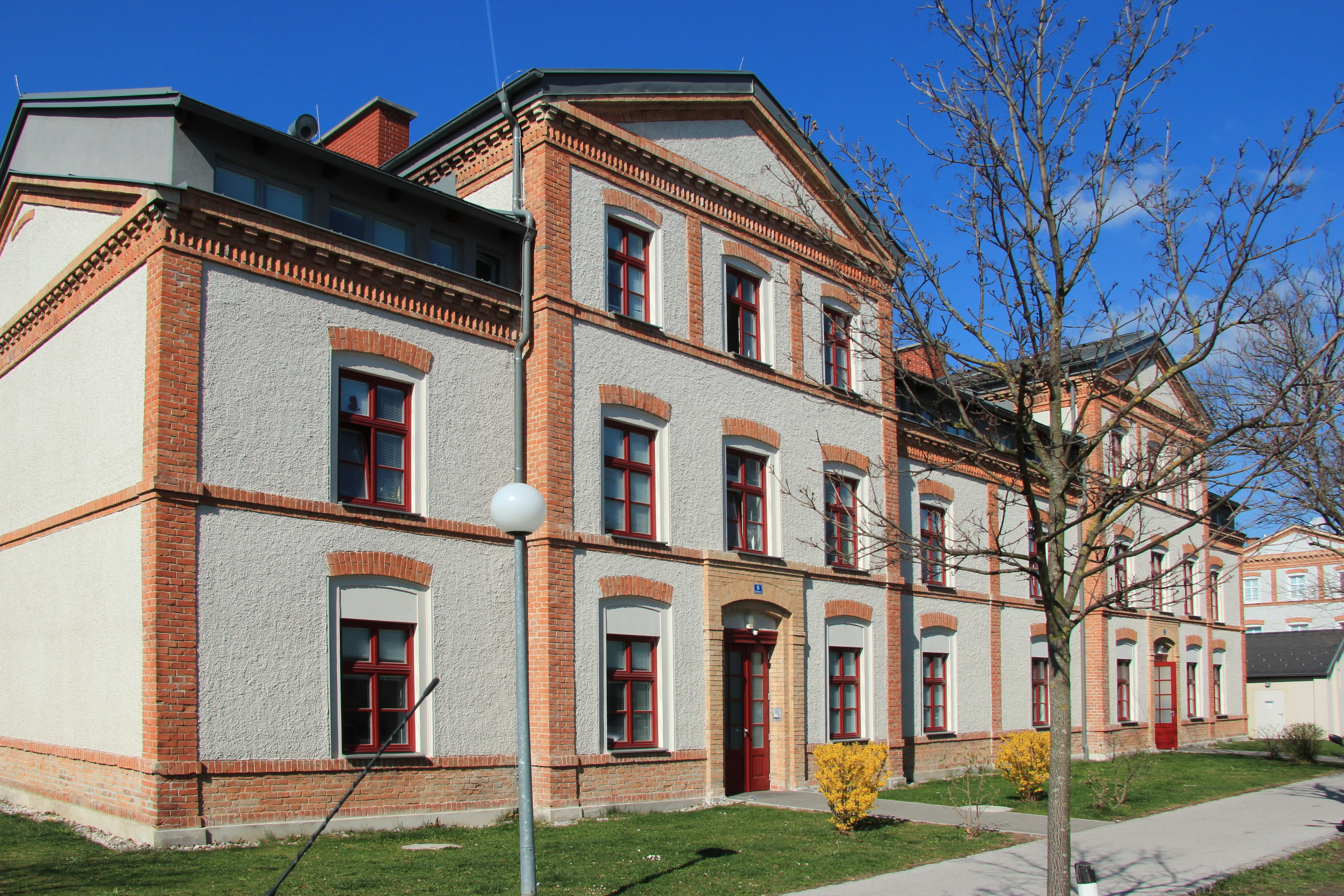
A munkáslakótelep

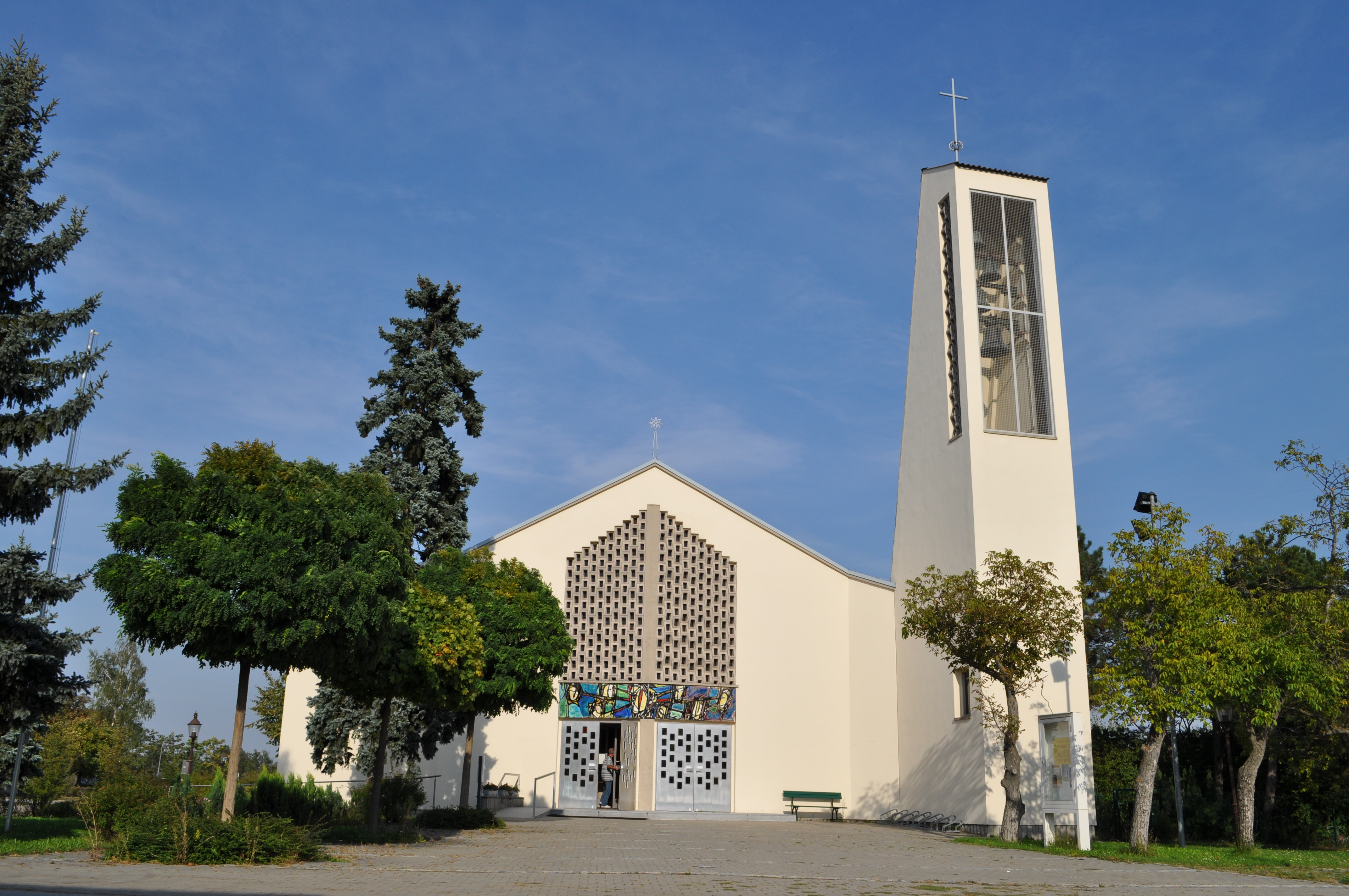
A Szeplőtelen fogantatás-templom

Felixdorf a tartomány Industrieviertel régiójában fekszik a Bécsi-medence délnyugati peremén, a Steinfeld-síkságon. Északnyugati határát a Piesting patak, délinek egy részét a mesterséges Tirolerbach alkotja. Területének 10,8%-a erdő, 10,2% áll mezőgazdasági művelés alatt. Az önkormányzat területét egyetlen katasztrális község teszi ki, amelyhez egyetlen település tartozik.
A környező önkormányzatok: északra Sollenau, keletre Eggendorf, délre Theresienfeld, nyugatra Matzendorf-Hölles.

## Története
Felixdorf területe eredetileg Bécsújhely városához tartozott. 1821-ben a föld jobb kihasználása érdekében a város polgármestere, Felix Mießl kezdeményezte a felparcellázását. Az új települést eredetileg Ferenc császár tiszteletére Franzensdorfnak akarták nevezni, de az udvar kételkedett a leendő település életképességében, amely így végül a polgármesterről kapta a nevét.
Felixdorf 1889-ben elszakadt Bécsújhelytől és önálló községgé vált. A császári és királyi hadsereg tüzérségi lőteret létesített Felixdorfban; 1911-ben itt próbálták ki először a 30,5 cm kaliberű M.11 mozsárágyút.
1921. február 5-én az Olaszországból érkező expresszvonat egy tehervonatnak ütközött. A balesetben heten meghaltak, 14-en súlyosan megsérültek. 1928-ban Felixdorfot mezővárosi rangra emelték. 1940-ben Hermann Oberth javaslatára rakétakísérleti telepet létesítettek.

## Lakosság
A felixdorfi önkormányzat területén 2020 januárjában 4359 fő élt. A lakosságszám 1961 óta erőteljesen gyarapodó tendenciát mutat; azóta közel duplájára duzzadt. 2018-ban az ittlakók 88%-a volt osztrák állampolgár; a külföldiek közül 1% a régi (2004 előtti), 3,4% az új EU-tagállamokból érkezett. 6,1% a volt Jugoszlávia (Szlovénia és Horvátország nélkül) vagy Törökország, 1,5% egyéb országok polgára volt. 2001-ben a lakosok 53,5%-a római katolikusnak, 6,5% evangélikusnak, 1,4% ortodoxnak, 17% mohamedánnak, 19,5% pedig felekezeten kívülinek vallotta magát. Ugyanekkor a legnagyobb nemzetiségi csoportokat a német (78,3%) mellett a törökök (14,9%), a magyarok (1,5%, 65 fő) és a szerbek (1,5%) alkották.
A népesség változása:

| 2016 | 4 332 |
| 2018 | 4 292 |

## Látnivalók
- az 1960-ban épült Szeplőtelen fogantatás-templom
- az 1869-ben épült munkáslakótelep
- az 1900-ban épült városháza

## Fordítás
- Ez a szócikk részben vagy egészben  a   Felixdorf című német Wikipédia-szócikk ezen változatának fordításán alapul.  Az eredeti cikk szerkesztőit annak laptörténete sorolja fel. Ez a jelzés csupán a megfogalmazás eredetét és a szerzői jogokat jelzi, nem szolgál a cikkben szereplő információk forrásmegjelöléseként.